# Combinatieslot
Een combinatieslot is een slot waarbij een reeks cijfers wordt gebruikt om het slot te openen of te sluiten. De cijferreeks kan worden ingevoerd door middel van een serie van onafhankelijk draaiende schijven met in gestanste cijfers, of door één enkele draaischijf die verschillende schijven aanstuurt.

## Werking

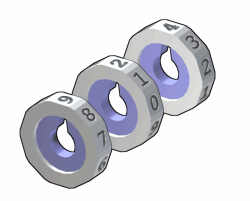
Dit zijn de combinatieschijven. De juiste combinatie om het slot te openen is 9-2-4.

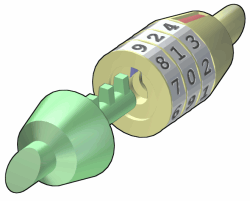
De schijven zijn aan één zijde van het slot bevestigd. Als de schijven in de juiste combinatie staan, kan het andere deel van het slot hierin worden geschoven (of er uit worden gehaald). Het andere deel bestaat uit een stalen pin met 'tanden' aan de bovenzijde.

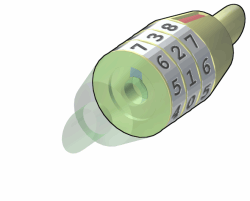
Als de pin in het slot zit, kan het slot worden gesloten door de cijferschijven te draaien. De tandjes kunnen dan niet meer door de cirkel heen.

De simpelste combinatiesloten (vaak gebruikt als fietsslot) gebruiken meerdere draaiende schijven met uitsparingen erin. Het slot is gesloten wanneer een pin met daarop tanden in het slot wordt gestoken en de combinatieschijven naar een andere combinatie worden gedraaid. Wanneer de schijven in de juiste combinatie worden gedraaid, zijn alle uitsparingen in een rij achter elkaar en kan de pin uit het slot gehaald worden.
Dit slot staat bekend als de minst veilige soort combinatieslot. Veel sloten van dit type kunnen worden geopend zonder de juiste combinatie te kennen. Dit is mogelijk door kleine afwijkingen in de productie van de onderdelen. Behalve wanneer het slot zeer precies is geproduceerd, is het mogelijk te zien op welk cijfer een schijf moet staan om het slot te openen. Dat werkt als volgt: wanneer de pin naar buiten wordt getrokken, zal een van de tanden sterker dan de andere drukken op de bijbehorende schijf. Deze schijf wordt dan rondgedraaid tot een zacht klikje te horen is, wat aangeeft dat de tand zich in de uitsparing bevindt. Deze procedure wordt voor de overige schijven herhaald. Op deze manier kan in zeer korte tijd de juiste cijfercombinatie worden gevonden.
Combinatiesloten die te vinden zijn op kluizen of hangsloten hebben vaak een enkele draaischijf die verschillende parallelschijven aanstuurt. Gewoonlijk wordt een dergelijk slot geopend door de draaischijf kloksgewijs naar het eerste nummer te draaien, tegen de klok in naar het tweede nummer, enzovoorts tot het laatste nummer van de combinatie is bereikt. De parallelschijven hebben vaak een uitsparing, en wanneer de juiste combinatie is ingevoerd, staan alle uitsparingen dezelfde kant op en op die manier past de klink door de schijven en kan de kluis worden geopend.